# Civilisationssammenstød over en elevator på piazza Vittorio
Civilisationssammenstød over en elevator på piazza Vittorio er en roman skrevet af den italienske forfatter med algerisk baggrund, Amara Lakhous. Romanen udkom først på arabisk. Den er udgivet i 2006 ved forlaget Edizioni e/o og er udkommet på dansk i 2018 ved Forlaget Palomar. 

## Resumé
Romanen er bygget om omkring et multikulturelt samfund i en opgang i en beboelsesejendom på Piazza Vittorio i Rom, hvor der bor udlændinge med forskellige nationaliteter og religioner, og italienere fra forskellige egne af landet. Elevatoren er central for plottet: her er der sket et mord, og alle beboerne har hver sin opfattelse af hvem morderen er.  
Romanens hovedperson Amedeo, som er en velintegreret og veluddannet politisk flygtning fra Algeriet, kommer til orde efter hvert kapitel og giver udtryk for sit syn på både integration, religion, politik, identitet, racisme, på regionale modsætninger i Italien og det italienske bureaukrati.  

## Struktur
Romanen er bygget op omkring elleve personers vidnesbyrd i relation til et mystisk drab på Piazza Vittorio i Rom. De elleve personers opfattelse af hvad sandheden er, samt deres holdninger, meninger og fordomme om sig selv og hinanden udgør i alt elleve kapitler. Hvert kapitel efterfølges af et såkaldt "hyl", hvor hovedpersonen Amedeo kommenterer det, der er blevet sagt og fortæller om sin fortid i Algeriet og baggrunden for sin flugt til Italien. 

## Temaer
Centralt tema i romanen er identitetsspørgsmålet. Der ses  kultursammenstød på  forskellige planer: både mellem migranterne og italienerne, migranterne indbyrdes og mellem Nord- og Syditalienere. 

## Stiltræk
Romanen kan læses som en krimikomedie, der tematiserer migration og integration i Italien, eller som en mere eksistentiel roman, der omhandler identitet og erindring.
Forfatteren anvender ironi og humor for at illustrere de sproglige og kulturelle forskelle personerne imellem.